# Vectaerovenator
Vectaerovenator inopinatus is een vleesetende theropode dinosauriër, behorende tot de Tetanurae, die in het vroege Krijt leefde in het gebied van het huidige Engeland.

## Vondst en naamgeving
Op het eiland Wight worden veel fossielen gevonden doordat de hoge kliffen aan de kust continu afbrokkelen. Veel amateurpaleontologen zoeken de stranden af naar nieuw materiaal dat uit de rotsen losgekomen en naar beneden gevallen is. In 2019 werden bij drie verschillende gelegenheden, maart, mei en september, door Paul Farrell, James Lockyer en Robin Ward aan de voet van de Knock Cliff op de zuidoostkust van Wight, tussen Shanklin en Luccombe, wervels gevonden van een theropode. Die werden gedoneerd aan het Dinosaur Isle Museum te Sandown en geprepareerd door Gary Blackwell.
In 2020 werd de typesoort Vectaerovenator inopinatus benoemd en beschreven door Chris Barker, Darren Naish, Claire Clarkin, Paul Farrell, Gabi Hullman, James Lockyer, Philipp Schneider, Robin Ward en Neil Gostling. De geslachtsnaam is een combinatie van Vectis, de Latijnse naam van Wight, met het Grieks aër, "lucht" en het Latijn venator, "jager", een verwijzing naar het zijn van een roofdier op Wight met wervels met luchtholten. De soortaanduiding betekent "onverwachts" in het Latijn, een verwijzing naar het feit dat de lagen waarin de fossielen gevonden zijn zelden dinosauriërs opleveren.
Het holotype, of in feite de reeks syntypen IWCMS 2020.407 (een halswervel), IWCMS 2019.84 (een ruggenwervel en een staartwervel gevonden door James Lockyer) en IWCMS 2020.400 (een staartwervel), is vermoedelijk afkomstig van de New Walpen (XIII)-afzetting van de Ferruginous Sands Formation die dateert uit het late Aptien, ongeveer 116 miljoen jaar oud. Het bestaat uit vier losse wervels. De wervels werden als afkomstig van één enkel individu gezien omdat zulke vondsten vrij zeldzaam zijn, ze in een korte tijdsperiode verzameld zijn, in grootte en bouw overeenkomen en ze alle vier resten van hetzelfde moedergesteente tonen. Het betreft een jongvolwassen exemplaar. De New Walpen is een zeeafzetting dus het werd aangenomen dat het karkas in zee gespoeld was. Naish meldde in 2020 dat op de locatie verschillende aanvullende botten gevonden zijn die nog niet aan een museumcollectie gedoneerd waren. Vectaerovenator was in 2020 de eerste benoemde theropode uit het Aptien van Europa en de jongste bekende theropode, buiten de vogels, uit Engeland. De Life Science Identifiers zijn 316560EA-1314-4413-8C55-2D4E0BD6A204 voor het geslacht en E88CFD45-34CF-4C47-BC31-FADC7AE483E9 voor de soort.

## Beschrijving

### Grootte en onderscheidende kenmerken
Vectaerovenator is een middelgrote theropode. Volgens Naish wijzen de wervels op een dier van vier meter lengte. De volwassen lichaamslengte zou nog een stuk hoger hebben kunnen liggen.
De beschrijvers stelden een aantal onderscheidende kenmerken vast. De halswervels hebben een opvallende groeve op de zijkant die van de zijrand van het achterste gewrichtsuitsteeksel doorloopt over de richel tussen de epipofyse en het voorste gewrichtsuitsteeksel — dit kenmerk is een autapomorfie, unieke afgeleide eigenschap. Althans één voorste halswervel heeft bolle richels tussen het doornuitsteeksel en de voorste gewrichtsuitsteeksels. De uitholling tussen de onderzijde van het zijuitsteeksel en het achterste gewrichtsuitsteeksel wordt in tweeën gedeeld door een gebogen richel. Bij de voorste ruggenwervels heeft de uitholling voor de luchtzak onder de parapofyse een opening naar buiten toe. Bij de ruggenwervels wordt een voorste pleurocoel op complexe wijze onderverdeeld in verschillende kleinere interne luchtholten. Bij de voorste ruggenwervels is het voorste gewrichtsfacet breder dan de rest van het wervellichaam zodat dit in bovenaanzicht een T-vormig profiel krijgt. Bij de middelste staartwervels bevinden zich ondiepe groeven aan de buitenste zijkanten van de bases van de achterste gewrichtsuitsteeksels.

### Skelet
De wervels zijn sterk gepneumatiseerd, doortrokken van luchtholten veroorzaakt door het binnendringen van de luchtzakken van het ademhalingssysteem. Holten bevinden zich zowel in de wervellichamen als de wervelbogen. In de centra vormen ze grote luchtkamers, in dwarsdoorsnede twee aan de zijkanten en een aan de onderzijde. De kamers zijn gescheiden door schotten. Er zijn echter ook schotten overdwars zodat de kamers in de lengterichting gescheiden zijn. Aan de buitenzijden van de luchtkamers lopen smallere interne luchtkanalen. Bij de ruggenwervels lopen van een holte onder de parapofyse, het onderste ribgewricht, kanalen schuin naar achteren omhoog naar de bovenzijde van het centrum, wat suggereert dat de holte zich schuin naar voren en onderen extern opent. Ook de nekribben zijn gepneumatiseerd.
De halswervel, 54,7 millimeter lang, is licht opisthocoel, van voren bol en van achteren hol. Hij heeft pleurocoelen, pneumatische openingen in uithollingen, aan beide zijden. De wervel is verticaal wat afgeplat. Zijn nekrib is niet met het centrum versmolten en mist een lang voorste uitsteeksel. Afwijkend voor de Tetanurae is dat de afstand tussen de voorste gewrichtsuitsteeksels niet veel breder uitvalt dan de wervelboog en dat een scherpe kiel op de onderzijde ontbreekt. Een opstaande rand rond het voorste gewrichtsfacet van de wervels is afwezig. Bij de halswervel zijn de voorste gewrichtsuitsteeksels niet recht als bij de Coelurosauria wel het geval is. Met die groep wordt echter het kenmerk gedeeld dat het wervellichaam niet van voor of achter buiten de wervelboog uitsteekt. Het voorste gewrichtsfacet van de halswervel staat niet veel hoger dan het achterste, wat duidt op een vrij rechte nek. De parapofyse ligt vóór het middelste punt van de zijkant. De richel tussen het zijuitsteeksel en het achterste gewrichtsuitsteeksel loopt verticaal als bij de Megaraptora. Een andere overeenkomst met die groep is de aanwezigheid in de nek van hyposfenen, secundaire achterste gewrichtsuitsteeksels. De vrij lange epipofysen zijn schuin naar achteren en boven gericht.
Bij de ruggenwervels is het bovenstuk van het voorste gewrichtsfacet licht bol zodat het net in zijaanzicht zichtbaar wordt, net als bij Lajasvenator. De parapofysen zijn groot, maar steken slechts iets zijwaarts uit en hebben een grote groeve aan de onderzijde.
Bij de staartwervel, 77,7 millimeter lang, zijn de groeven aan de bases van de achterste gewrichtsuitsteeksels groter dan bij soortgelijke structuren van Veterupristisaurus en hebben, anders dan bij deze, een verbinding met richels.

## Fylogenie
Vectaerovenator is in 2020 in de Tetanurae geplaatst, incertae sedis, dus in een onzekere positie. De beschrijvers voerden een exacte cladistische analyse uit en die had als uitkomst dat Vectaerovenator zich in de Tyrannosauroidea bevond als een zustergroep van een klade gevormd door de Megaraptora en Gualicho. Ze vertrouwden dit resultaat echter niet erg vanwege de beperkte vondsten. Een paar aanvullende kenmerken, die zeer wel in het onbekende deel van het skelet aanwezig kunnen zijn, zouden het dier al in een andere deelgroep van de Tetanurae kunnen doen vallen.